# Thơ Rubaiyat của Omar Khayyam

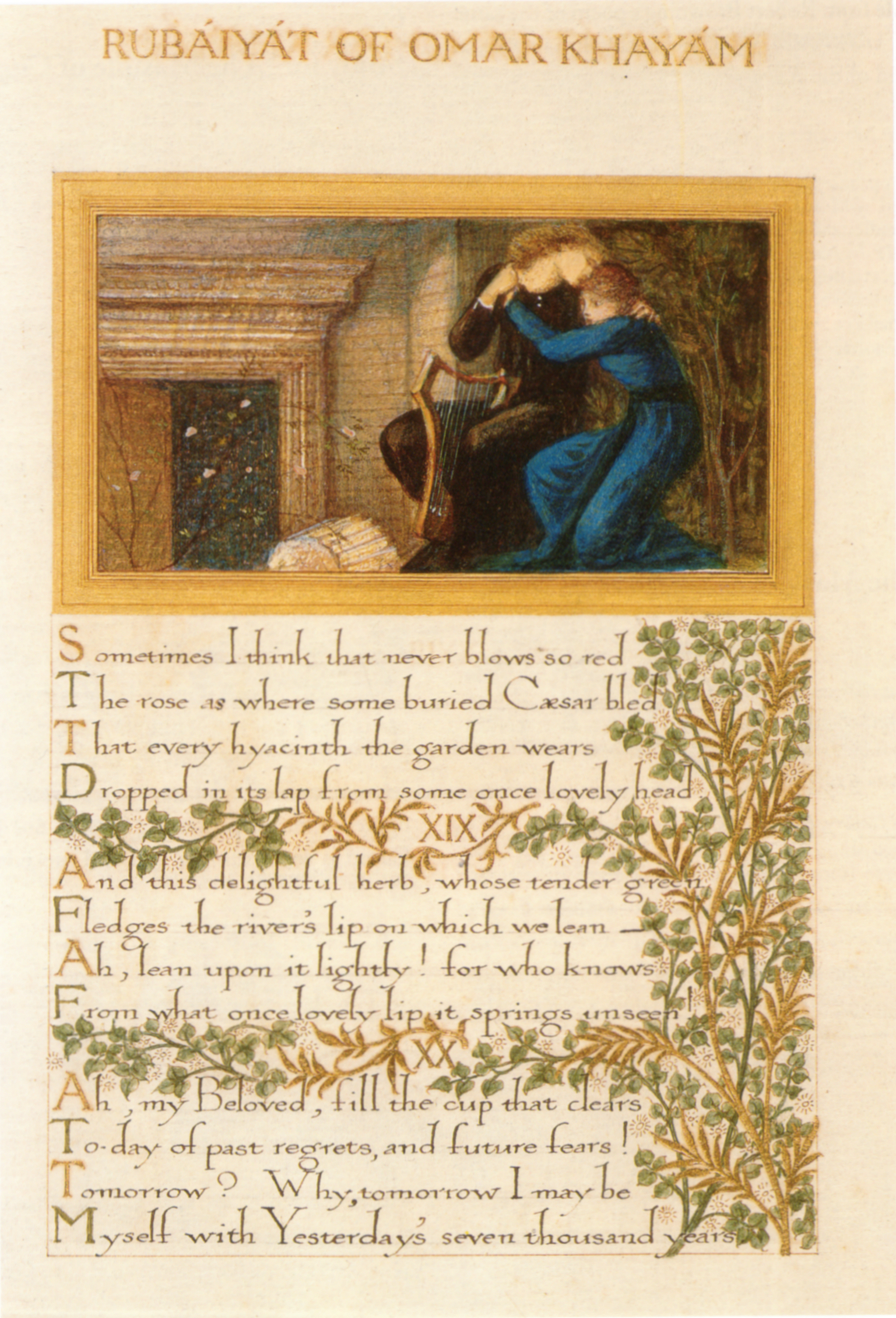
Hình bìa một quyển Rubaiyat

Thơ Rubaiyat của Omar Khayyam (tiếng Ba Tư: رباعیات عمر خیام) (tiếng Anh: Rubaiyat of Omar Khayyam) là tên gọi mà Edward FitzGerald đặt cho bản dịch thơ Omar Khayyam sang tiếng Anh. Từ Rubaiyat có xuất xứ từ tiếng Ả Rập, từ tương đương của tiếng Việt là thơ tứ tuyệt.

## Bản của Edward Fitzgerald
Edward FitzGerald in bản Rubaiyat of Omar Khayyam năm 1859. Sau đó ông chỉnh sửa nhiều lần. Đầu tiên gồm 75 bài, sau lên 110 và cuối cùng là 101 bài.
- Lần thứ nhất – năm 1859
- Lần thứ hai – năm 1868
- Lần thứ ba – năm 1872
- Lần thứ tư – năm 1879
- Lần thứ 5 – năm 1889

## Nội dung và các bản dịch trên thế giới

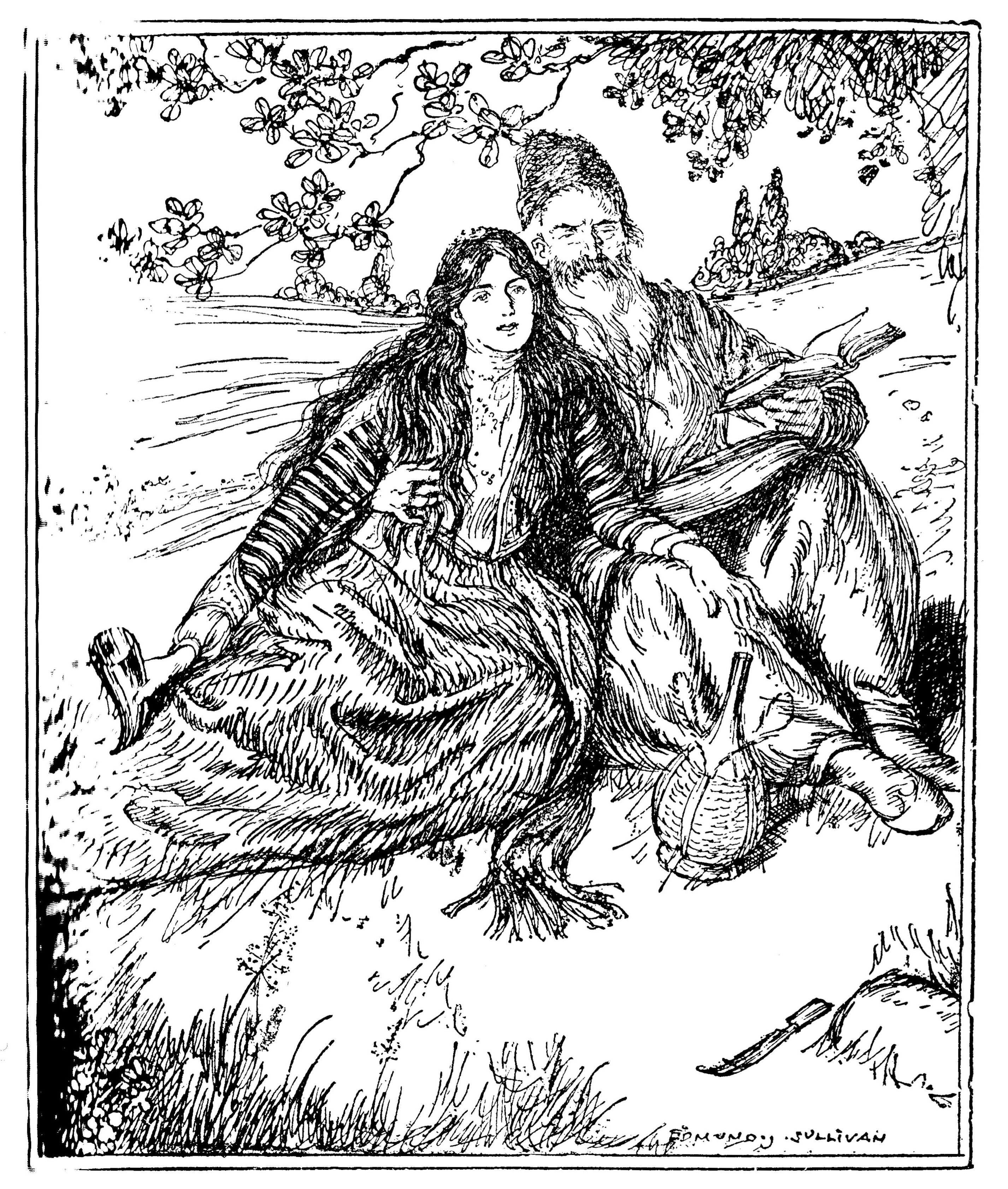
Hình minh họa cho bài XI

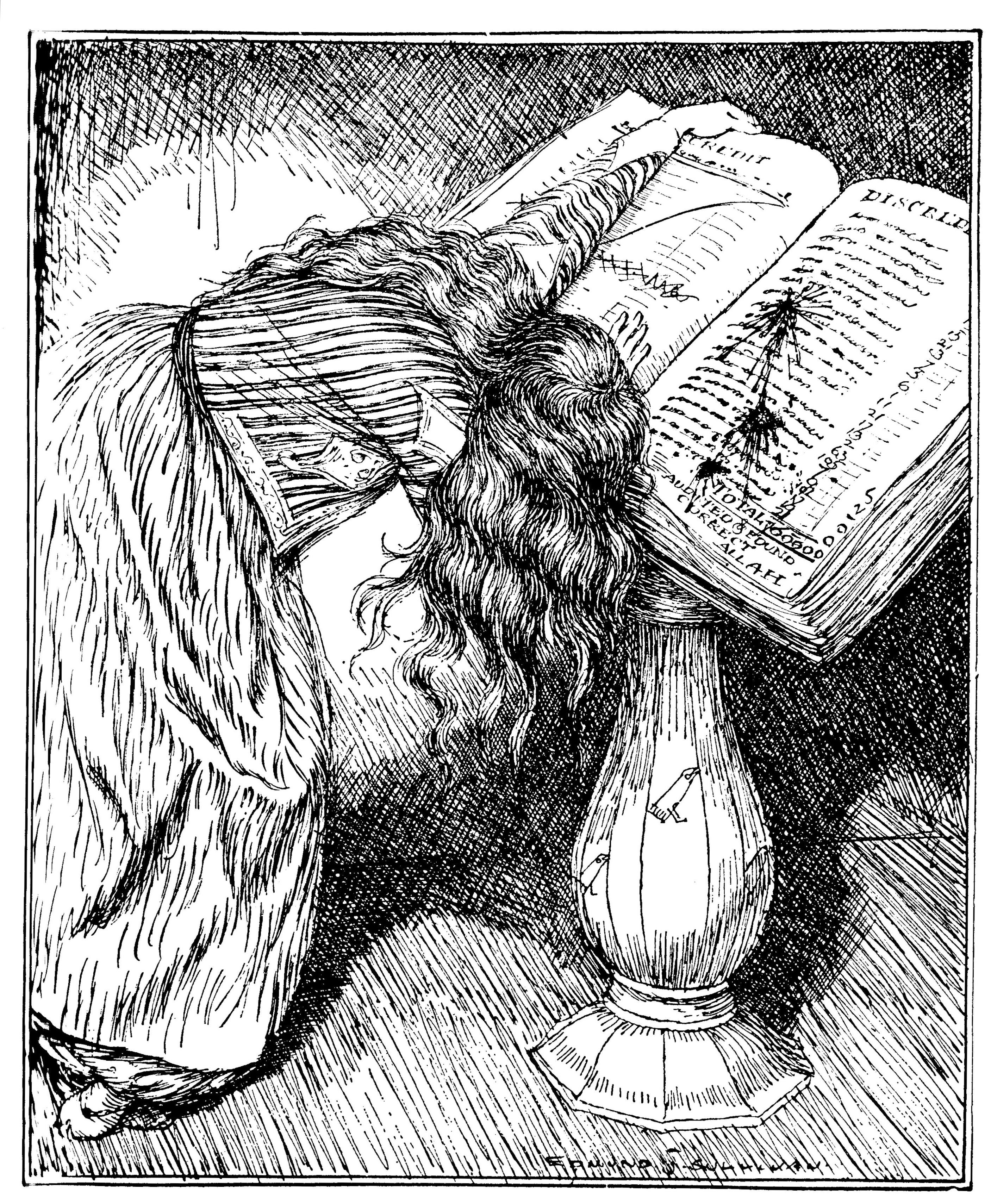
Hình minh họa cho bài LI

Thơ Rubaiyat của Omar Khayyam về ý nghĩa cuộc đời người, về sự bất lực của con người trước số phận và thời gian, về những sung sướng và đau khổ của kiếp người, về tuổi trẻ và tình yêu, tuổi già và cái chết, về những lời khuyên răn mà trong đó mỗi người có thể tìm thấy cho mình một điều gì thầm kín chưa từng được nói ra – tất cả đã trở thành tài sản tinh thần của toàn nhân loại.
Thơ Rubaiyat của Omar Khayyam được dịch ra hầu hết tất cả các ngôn ngữ châu Âu. Còn châu Á, theo tư liệu chưa đầy đủ, ngoài các ngôn ngữ trong thế giới Hồi giáo, đã có bản tiếng Nhật, tiếng Triều Tiên, tiếng Hán, tiếng Việt, tiếng Hindi, tiếng Urdu... Ngay cả tiếng Thái cũng có tới bốn bản dịch Rubaiyat.
Tiếng Việt có bản dịch của nhà thơ phong trào Thơ Mới Phan Khắc Khoan từ năm 1942. Sau đó có nhiều người dịch Rubaiyat như: Huy Cận, Thái Bá Tân, Nguyễn Viết Thắng, Hồ Thượng Tuy và một số người ở hải ngoại cũng từng dịch Rubaiyat ra tiếng Việt. Bản của Nguyễn Viết Thắng gồm 487 bài cùng với các bài giới thiệu in năm 2003 tại Hà Nội, đây là bản có số lượng nhiều nhất, đầy đủ mọi khía cạnh nhất từ trước đến nay.
Riêng bản dịch từ tiếng Anh Rubaiyat of Omar Khayyam của Edward FitzGerald cũng đã có một số người dịch, kể cả đã in thành sách nhưng chất lượng các bản dịch thì có thể nói là chưa đồng đều. Bản của Hồ Thượng Tuy sẽ được giới thiệu dưới đây. Hồ Thượng Tuy giải thích rằng ông chọn dịch bản Rubaiyat đầu tiên, in năm 1859, vì ông thích cái vẻ tươi mới, trinh bạch và tự nhiên của cái "buổi ban đầu lưu luyến". Khi đó Fitzgerald còn chưa nổi tiếng và ông đã dịch nó với tất cả đam mê của mình. Hiện nay, sau gần 200 năm, đây vẫn là phiên bản được in thường xuyên nhất trên thế giới. Họa sĩ Edmund Joseph Sullivan vẽ 75 bức tranh minh họa cho 75 bài thơ của phiên bản này.